# دانیل ماسلانی
دانیل جوزف ماسلانی (انگلیسی: Daniel Joseph Maslany؛ زادهٔ ۱۷ سپتامبر ۱۹۸۸) بازیگر و آهنگساز اهل کانادا است. وی از سال ۲۰۰۰ میلادی تاکنون مشغول فعالیت بوده‌است.
از فیلم‌ها یا مجموعه‌های تلویزیونی که وی در آن‌ها نقش داشته‌است، می‌توان به بازمانده برگزیده، قطعات رد شده، زنجیرشده و ماجراهای مرداک اشاره نمود.